# Russ Ballard
Russ Ballard (Waltham Cross, 31 oktober 1945) is een Britse zanger, muzikant en songschrijver. Ballard was onder meer zanger van de band Argent en schreef een groot aantal nummers voor andere artiesten.
Ballard was op jonge leeftijd begonnen met het schrijven van liedjes. Hij was 15 jaar oud toen een van zijn nummers werd opgenomen door The Shadows. Op 16-jarige leeftijd speelde hij in zijn eerste band, The Roulettes, met Adam Faith. Na hier eerst toetsen te hebben gespeeld stapte hij over op gitaar. Daarna speelde hij twee jaar gitaar bij Unit 4 + 2. In 1969 werd hij zanger van Argent. Voor deze band schreef Ballard onder andere de nummers Liar (in 1971 een hit in de versie van Three Dog Night) en God Gave Rock & Roll To You (in 1992 gecoverd door KISS). In 1974 verliet hij Argent voor een solocarrière. Bij gebrek aan succes ging hij nummers schrijven voor anderen. Bekend werden onder meer So You Win Again, dat Ballard schreef voor Hot Chocolate, I Don't Believe in Miracles van Colin Blunstone, Since You've Been Gone van Rainbow, I know there's something going on voor Frida van ABBA, Can't Shake Loose voor Agnetha Faltskog van ABBA, New York Groove van Ace Frehley (KISS) en You Can Do Magic van America.

## Discografie
- 1975 Russ Ballard
- 1976 Winning
- 1979 At the Third Stroke
- 1980 Russ Ballard & the Barnet Dogs
- 1981 Into the Fire
- 1984 Russ Ballard
- 1986 The Fire Still Burns
- 1995 The Seer
- 2006 Book of Love

- Biblioteca Nacional de España: XX844229
- Bibliothèque nationale de France: cb13891101p (data)
- Gemeinsame Normdatei: 134320433
- International Standard Name Identifier: 0000 0000 7827 3800
- Library of Congress Control Number: n93115694
- Nationale Bibliotheek van Letland: 000108327
- MusicBrainz: f0bea941-5c7e-4253-ad43-5ba3c5a5f14d
- Nationale Bibliotheek van Tsjechië: xx0065693
- Virtual International Authority File: 42024501
- WorldCat: E39PBJfCqpXcmmwBhjykxhJdQq